# Krzysztof Kasprzak
Krzysztof Kasprzak (ur. 18 lipca 1984 w Lesznie) – polski żużlowiec.
Indywidualny wicemistrz świata z 2014. Pięciokrotny zwycięzca drużynowych mistrzostw świata z reprezentacją Polski (2007, 2009, 2011, 2013, 2016).

## Życiorys
Licencję uzyskał w 2000 roku w barwach Unii Leszno. Były indywidualny mistrz Polski (2014) i 3-krotny indywidualny wicemistrz Polski (2009, 2010, 2013).
Czterokrotny finalista indywidualnych mistrzostw świata juniorów, w tym mistrz świata w 2005 i srebrny medalista w 2002, dwukrotny finalista mistrzostw Europy juniorów do lat 19. W 2005 r. wywalczył dla Polski złote medale mistrzostw Europy par i drużynowych mistrzostw świata juniorów, czterokrotnie wystąpił również w Drużynowym Pucharze Świata – w 2004 r. zajął z drużyną czwarte miejsce, rok później wywalczył z drużyną złoto, pełniąc rolę rezerwowego (wystąpił w turnieju eliminacyjnym). W 2007 roku (z 14 punktami – najwięcej z drużyny) razem z kolegami wywalczył złoty medal, ten wyczyn powtórzył także w 2009 roku. W 2013 roku ponownie wraz z kolegami z reprezentacji: Maciejem Janowskim, Patrykiem Dudkiem i Jarosławem Hampelem zdobył złoto w finale Drużynowego Pucharu Świata rozgrywanego w Pradze. Trzykrotnie otrzymał dziką kartę na zawody z cyklu Grand Prix (w Bydgoszczy w 2004 oraz we Wrocławiu w 2005 i 2006). W 2008 rok był jego pełnoprawnym uczestnikiem zajmując 14. miejsce. Uczestniczy w rozgrywkach ligi brytyjskiej oraz szwedzkiej.
Na krajowych torach jego największym sukcesem jest złoty (2007 r.) i dwa srebrne (2002 i 2008 r.) medale drużynowych mistrzostw Polski z Unią Leszno. Zdobył także srebrny medal młodzieżowych mistrzostw Polski w 2004 r., a także złoto z drużyną Unii Leszno w młodzieżowych drużynowych mistrzostwach Polski wraz z Robertem, swoim bratem w 2001. Zwycięzca Srebrnego Kasku w 2002. Drugi w Brązowym Kasku w 2003, trzeci w 2002. Wraz z bratem Robertem oraz Norbertem Kościuchem w 2005 roku sięgnął po złoty medal Młodzieżowych Mistrzostw Polski Par Klubowych (srebro w 2004).
Tytuł mistrza świata juniorów w 2005 zdobył w niecodziennych okolicznościach. Wskutek opadów deszczu zawody w Wiener Neustadt przerwano po 12 wyścigach, a ponieważ nie doszło do bezpośrednich rywalizacji wszystkich zawodników, złoty medal rozlosowano między żużlowcami z równą liczbą punktów (po 8). Krzysztof Kasprzak wygrał losowanie z Czechem Tomášem Suchánkiem, który nie zgodził się wcześniej na rozegranie dodatkowego biegu barażowego o złoty medal. W 2002 zdobył w tych samych zawodach srebrny medal.
30 lipca 2007 prezydent Lech Kaczyński za osiągnięcia w sporcie żużlowym odznaczył Krzysztofa Kasprzaka Złotym Krzyżem Zasługi.
W 2008, pierwszy raz w karierze, Krzysztof Kasprzak startował jako stały uczestnik cyklu Grand Prix.
Od sezonu 2012 był zawodnikiem Stali Gorzów. W tym samym roku wygrał Grand Prix Challenge, co umożliwiło mu starty w Grand Prix 2013. W końcowej klasyfikacji cyklu zajął 10. miejsce, jednak powtórnie wywalczył awans na przyszły sezon poprzez GP Challenge.
Starty w Grand Prix 2014 rozpoczął od trzeciego miejsca podczas turniejach w Auckland i zwycięstwa w Bydgoszczy. Po dwóch rundach plasował się na pierwszym miejscu w klasyfikacji generalnej, z przewagą jedenastu punktów nad drugim Nickim Pedersenem. Z powodu kontuzji, która przydarzyła mu się podczas turnieju Speedway Best Pairs Cup w Landshut, nie był w stanie wystartować w następnej rundzie GP. Następna część cyklu nie szła mu już tak dobrze i po siedmiu rundach zajmował ósme miejsce. Jednak w dalszej części sezonu forma Kasprzaka mocno wystrzeliła i w pięciu ostatnich turniejach za każdym razem stawał na podium, wygrywając zawody w Dyneburgu i Toruniu. Dzięki dobrym startom w końcówce GP, przesunął się na drugie miejsce w końcowej klasyfikacji generalnej. Tym samym zdobył swój pierwszy i jak dotąd jedyny w karierze medal IMŚ. Bardzo dobrze szło mu również w polskiej lidze, którą wygrał ze Stalą Gorzów. Ze średnią biegową wynoszącą 2,310 był drugim najlepszym zawodnikiem pod tym względem. W 2014 wygrał też w indywidualnych mistrzostwach Polski.
Został członkiem honorowego komitetu poparcia Bronisława Komorowskiego przed wyborami prezydenckimi w Polsce w 2015 roku. Po sezonie 2015 wypadł z Grand Prix, zajmując w nim dopiero piętnaste miejsce.
W 2018 ostatni raz przekroczył średnią 2pkt/bieg w Ekstralidze.
Po sezonie 2020 opuścił Stal Gorzów. Jeździł w tym klubie przez 9 lat. Zdobył z nim 6 medali drużynowych mistrzostw Polski, w tym dwa złote (2014, 2016). Od 2021 startuje w barwach GKMu Grudziądz. Dzięki wywalczeniu awansu w GP Challenge, startował w Grand Prix 2021. Podobnie jak sześć lat wcześniej, zajął w nim odległe miejsce. W jedenastu rundach zdobył tylko 28 punktów, co dało mu 16. miejsce w klasyfikacji końcowej.
W sezonie 2023 reprezentował Wilki Krosno. Następnie w 2024 roku przeniósł się do Wybrzeża Gdańsk.

## Życie prywatne
Syn Zenona Kasprzaka i brat Roberta Kasprzaka, również żużlowców.

## Osiągnięcia

### Starty w Grand Prix (indywidualnych mistrzostwach świata na żużlu)

#### Zwycięstwa w poszczególnych zawodachGrand Prix
| Nr | Dzień           | Rok  | Nazwa             | Miejscowość | Tor                      | Długość toru |
| -- | --------------- | ---- | ----------------- | ----------- | ------------------------ | ------------ |
| 1. | 26 kwietnia     | 2014 | Grand Prix Europy | Bydgoszcz   | Stadion Polonii          | 348m         |
| 2. | 17 sierpnia     | 2014 | Grand Prix Łotwy  | Dyneburg    | Latvijas spīdveja centrs | 373m         |
| 3. | 11 października | 2014 | Grand Prix Polski | Toruń       | Motoarena                | 325m         |

#### Miejsca na podium
| Nr  | Dzień           | Rok  | Nazwa                        | Miejscowość         | Tor                               | Miejsce | Punkty | Biegi           | Zwycięzca        |
| --- | --------------- | ---- | ---------------------------- | ------------------- | --------------------------------- | ------- | ------ | --------------- | ---------------- |
| 1.  | 8 września      | 2007 | Grand Prix Polski            | Bydgoszcz           | Stadion Polonii                   | 2.      | 17     | (3,0,3,3,2,2,4) | Tomasz Gollob    |
| 2.  | 25 sierpnia     | 2012 | Grand Prix Wielkiej Brytanii | Cardiff             | Millennium Stadium (sztuczny tor) | 2.      | 13     | (0,3,0,2,2,2,4) | Chris Holder     |
| 3.  | 18 maja         | 2013 | Grand Prix Czech             | Praga               | Stadion Markéta                   | 2.      | 12     | (1,2,3,1,1,2,2) | Tai Woffinden    |
| 4.  | 1 czerwca       | 2013 | Grand Prix Wielkiej Brytanii | Cardiff             | Millennium Stadium (sztuczny tor) | 3.      | 13     | (2,3,0,3,2,2,1) | Emil Sajfutdinow |
| 5.  | 5 kwietnia      | 2014 | Grand Prix Nowej Zelandii    | Auckland            | Western Springs                   | 3.      | 17     | (3,3,3,2,2,3,1) | Martin Smolinski |
| 6.  | 26 kwietnia     | 2014 | Grand Prix Europy            | Bydgoszcz           | Stadion Polonii                   | 1.      | 18     | (3,3,3,1,3,2,3) | —                |
| 7.  | 17 sierpnia     | 2014 | Grand Prix Łotwy             | Dyneburg            | Latvijas spīdveja centrs          | 1.      | 17     | (2,2,3,3,2,2,3) | —                |
| 8.  | 30 sierpnia     | 2014 | Grand Prix Polski            | Gorzów Wielkopolski | Stadion im. Edwarda Jancarza      | 3.      | 16     | (3,3,2,3,2,2,1) | Bartosz Zmarzlik |
| 9.  | 13 września     | 2014 | Grand Prix Nordyckie         | Vojens              | Vojens Speedway Center            | 3.      | 12     | (2,3,1,0,3,2,1) | Andreas Jonsson  |
| 10. | 27 września     | 2014 | Grand Prix Skandynawii       | Sztokholm           | Friends Arena (sztuczny tor)      | 3.      | 11     | (3,3,1,0,1,2,1) | Jarosław Hampel  |
| 11. | 11 października | 2014 | Grand Prix Polski            | Toruń               | Motoarena                         | 1.      | 17     | (2,2,2,3,3,2,3) | —                |

#### Punkty w poszczególnych zawodachGrand Prix
| Sezon 2004                   |                         |                         |                                |                                |                                 |                                 |                                 |                                 |                          |                            |                          |         |         |         |         |         |         |         |         |         |         |        |        |        |        |        |        |        |        |        |        |        |        |        |
| GP Szwecji – Sztokholm       | GP Czech – Praga        | GP Europy – Wrocław     | GP Wielkiej Brytanii – Cardiff | GP Danii – Kopenhaga           | GP Skandynawii – Göteborg       | GP Słowenii – Krško             | GP Polski – Bydgoszcz           | GP Norwegii – Hamar             | miejsce                  | miejsce                    | miejsce                  | miejsce | miejsce | miejsce | miejsce | miejsce | miejsce | miejsce | miejsce | miejsce | miejsce | punkty | punkty | punkty | punkty | punkty | punkty | punkty | punkty | punkty | punkty | punkty | punkty | punkty |
| –                            | –                       | –                       | –                              | –                              | –                               | –                               | 3                               | –                               | 34                       | 34                         | 34                       | 34      | 34      | 34      | 34      | 34      | 34      | 34      | 34      | 34      | 34      | 3      | 3      | 3      | 3      | 3      | 3      | 3      | 3      | 3      | 3      | 3      | 3      | 3      |
| Sezon 2005                   |                         |                         |                                |                                |                                 |                                 |                                 |                                 |                          |                            |                          |         |         |         |         |         |         |         |         |         |         |        |        |        |        |        |        |        |        |        |        |        |        |        |
| GP Europy – Wrocław          | GP Szwecji – Eskilstuna | GP Słowenii – Krško     | GP Wielkiej Brytanii – Cardiff | GP Danii – Kopenhaga           | GP Czech – Praga                | GP Skandynawii – Målilla        | GP Polski – Bydgoszcz           | GP Włoch – Lonigo               | miejsce                  | miejsce                    | miejsce                  | miejsce | miejsce | miejsce | miejsce | miejsce | miejsce | miejsce | miejsce | miejsce | miejsce | punkty | punkty | punkty | punkty | punkty | punkty | punkty | punkty | punkty | punkty | punkty | punkty | punkty |
| 4                            | –                       | –                       | –                              | –                              | –                               | –                               | –                               | –                               | 22                       | 22                         | 22                       | 22      | 22      | 22      | 22      | 22      | 22      | 22      | 22      | 22      | 22      | 4      | 4      | 4      | 4      | 4      | 4      | 4      | 4      | 4      | 4      | 4      | 4      | 4      |
| Sezon 2006                   |                         |                         |                                |                                |                                 |                                 |                                 |                                 |                          |                            |                          |         |         |         |         |         |         |         |         |         |         |        |        |        |        |        |        |        |        |        |        |        |        |        |
| GP Słowenii – Krško          | GP Europy – Wrocław     | GP Szwecji – Eskilstuna | GP Wielkiej Brytanii – Cardiff | GP Danii – Kopenhaga           | GP Włoch – Lonigo               | GP Skandynawii – Målilla        | GP Czech – Praga                | GP Łotwy – Dyneburg             | GP Polski – Bydgoszcz    | miejsce                    | miejsce                  | miejsce | miejsce | miejsce | miejsce | miejsce | miejsce | miejsce | miejsce | miejsce | miejsce | punkty | punkty | punkty | punkty | punkty | punkty | punkty | punkty | punkty | punkty | punkty | punkty |        |
| –                            | 6                       | –                       | –                              | –                              | –                               | –                               | –                               | –                               | –                        | 20                         | 20                       | 20      | 20      | 20      | 20      | 20      | 20      | 20      | 20      | 20      | 20      | 6      | 6      | 6      | 6      | 6      | 6      | 6      | 6      | 6      | 6      | 6      | 6      |        |
| Sezon 2007                   |                         |                         |                                |                                |                                 |                                 |                                 |                                 |                          |                            |                          |         |         |         |         |         |         |         |         |         |         |        |        |        |        |        |        |        |        |        |        |        |        |        |
| GP Włoch – Lonigo            | GP Europy – Wrocław     | GP Szwecji – Eskilstuna | GP Danii – Kopenhaga           | GP Wielkiej Brytanii – Cardiff | GP Czech – Praga                | GP Skandynawii – Målilla        | GP Łotwy – Dyneburg             | GP Polski – Bydgoszcz           | GP Słowenii – Krško      | GP Niemiec – Gelsenkirchen | miejsce                  | miejsce | miejsce | miejsce | miejsce | miejsce | miejsce | miejsce | miejsce | miejsce | miejsce | punkty | punkty | punkty | punkty | punkty | punkty | punkty | punkty | punkty | punkty | punkty |        |        |
| –                            | –                       | –                       | –                              | –                              | –                               | –                               | –                               | 17                              | –                        | –                          | 17                       | 17      | 17      | 17      | 17      | 17      | 17      | 17      | 17      | 17      | 17      | 17     | 17     | 17     | 17     | 17     | 17     | 17     | 17     | 17     | 17     | 17     |        |        |
| Sezon 2008                   |                         |                         |                                |                                |                                 |                                 |                                 |                                 |                          |                            |                          |         |         |         |         |         |         |         |         |         |         |        |        |        |        |        |        |        |        |        |        |        |        |        |
| GP Słowenii – Krško          | GP Europy – Leszno      | GP Szwecji – Göteborg   | GP Danii – Kopenhaga           | GP Wielkiej Brytanii – Cardiff | GP Czech – Praga                | GP Skandynawii – Målilla        | GP Łotwy – Dyneburg             | GP Polski – Bydgoszcz           | GP Włoch – Lonigo        | GP Finał – Bydgoszcz       | miejsce                  | miejsce | miejsce | miejsce | miejsce | miejsce | miejsce | miejsce | miejsce | miejsce | miejsce | punkty | punkty | punkty | punkty | punkty | punkty | punkty | punkty | punkty | punkty | punkty |        |        |
| 6                            | 6                       | 5                       | 3                              | 4                              | 1                               | 9                               | 7                               | 6                               | 8                        | 5                          | 14                       | 14      | 14      | 14      | 14      | 14      | 14      | 14      | 14      | 14      | 14      | 57     | 57     | 57     | 57     | 57     | 57     | 57     | 57     | 57     | 57     | 57     |        |        |
| Sezon 2012                   |                         |                         |                                |                                |                                 |                                 |                                 |                                 |                          |                            |                          |         |         |         |         |         |         |         |         |         |         |        |        |        |        |        |        |        |        |        |        |        |        |        |
| GP Nowej Zelandii – Auckland | GP Europy – Leszno      | GP Czech – Praga        | GP Szwecji – Göteborg          | GP Danii – Kopenhaga           | GP Polski – Gorzów Wielkopolski | GP Chorwacji – Gorican          | GP Włoch – Terenzano            | GP Wielkiej Brytanii – Cardiff  | GP Skandynawii – Målilla | GP Nordyckie – Vojens      | GP Polski – Toruń        | miejsce | miejsce | miejsce | miejsce | miejsce | miejsce | miejsce | miejsce | miejsce | miejsce | punkty | punkty | punkty | punkty | punkty | punkty | punkty | punkty | punkty | punkty |        |        |        |
| –                            | –                       | –                       | –                              | –                              | –                               | –                               | –                               | 13                              | –                        | 4                          | –                        | 18      | 18      | 18      | 18      | 18      | 18      | 18      | 18      | 18      | 18      | 17     | 17     | 17     | 17     | 17     | 17     | 17     | 17     | 17     | 17     |        |        |        |
| Sezon 2013                   |                         |                         |                                |                                |                                 |                                 |                                 |                                 |                          |                            |                          |         |         |         |         |         |         |         |         |         |         |        |        |        |        |        |        |        |        |        |        |        |        |        |
| GP Nowej Zelandii – Auckland | GP Europy – Bydgoszcz   | GP Szwecji – Göteborg   | GP Czech – Praga               | GP Wielkiej Brytanii – Cardiff | GP Polski – Gorzów Wielkopolski | GP Danii – Kopenhaga            | GP Włoch – Terenzano            | GP Łotwy – Dyneburg             | GP Słowenii – Krško      | GP Skandynawii – Solna     | GP Polski – Toruń        | miejsce | miejsce | miejsce | miejsce | miejsce | miejsce | miejsce | miejsce | miejsce | miejsce | punkty | punkty | punkty | punkty | punkty | punkty | punkty | punkty | punkty | punkty |        |        |        |
| 6                            | 0                       | 7                       | 12                             | 13                             | 10                              | 6                               | 5                               | 3                               | 8                        | 10                         | 9                        | 10      | 10      | 10      | 10      | 10      | 10      | 10      | 10      | 10      | 10      | 89     | 89     | 89     | 89     | 89     | 89     | 89     | 89     | 89     | 89     |        |        |        |
| Sezon 2014                   |                         |                         |                                |                                |                                 |                                 |                                 |                                 |                          |                            |                          |         |         |         |         |         |         |         |         |         |         |        |        |        |        |        |        |        |        |        |        |        |        |        |
| GP Nowej Zelandii – Auckland | GP Europy – Bydgoszcz   | GP Finlandii – Tampere  | GP Czech – Praga               | GP Szwecji – Målilla           | GP Danii – Kopenhaga            | GP Wielkiej Brytanii – Cardiff  | GP Łotwy – Dyneburg             | GP Polski – Gorzów Wielkopolski | GP Nordyckie – Vojens    | GP Skandynawii – Solna     | GP Polski – Toruń        | miejsce | miejsce | miejsce | miejsce | miejsce | miejsce | miejsce | miejsce | miejsce | miejsce | punkty | punkty | punkty | punkty | punkty | punkty | punkty | punkty | punkty | punkty |        |        |        |
| 17                           | 18                      | –                       | 7                              | 0                              | 7                               | 10                              | 17                              | 16                              | 12                       | 11                         | 17                       |         |         |         |         |         |         |         |         |         |         | 132    | 132    | 132    | 132    | 132    | 132    | 132    | 132    | 132    | 132    |        |        |        |
| Sezon 2015                   |                         |                         |                                |                                |                                 |                                 |                                 |                                 |                          |                            |                          |         |         |         |         |         |         |         |         |         |         |        |        |        |        |        |        |        |        |        |        |        |        |        |
| GP Polski – Warszawa         | GP Finlandii – Tampere  | GP Czech – Praga        | GP Wielkiej Brytanii – Cardiff | GP Łotwy – Dyneburg            | GP Szwecji – Målilla            | GP Danii – Horsens              | GP Polski – Gorzów Wielkopolski | GP Słowenii – Krško             | GP Sztokholmu – Solna    | GP Polski – Toruń          | GP Australii – Melbourne | miejsce | miejsce | miejsce | miejsce | miejsce | miejsce | miejsce | miejsce | miejsce | miejsce | punkty | punkty | punkty | punkty | punkty | punkty | punkty | punkty | punkty | punkty |        |        |        |
| 3                            | 10                      | 4                       | 4                              | 0                              | 0                               | 4                               | 1                               | 3                               | 6                        | 1                          | 9                        | 15      | 15      | 15      | 15      | 15      | 15      | 15      | 15      | 15      | 15      | 45     | 45     | 45     | 45     | 45     | 45     | 45     | 45     | 45     | 45     |        |        |        |
| Sezon 2016                   |                         |                         |                                |                                |                                 |                                 |                                 |                                 |                          |                            |                          |         |         |         |         |         |         |         |         |         |         |        |        |        |        |        |        |        |        |        |        |        |        |        |
| GP Słowenii – Krško          | GP Polski – Warszawa    | GP Danii – Horsens      | GP Czech – Praga               | GP Wielkiej Brytanii – Cardiff | GP Szwecji – Målilla            | GP Polski – Gorzów Wielkopolski | GP Niemiec – Teterow            | GP Sztokholmu – Solna           | GP Polski – Toruń        | GP Australii – Melbourne   | miejsce                  | miejsce | miejsce | miejsce | miejsce | miejsce | miejsce | miejsce | miejsce | miejsce | miejsce | punkty | punkty | punkty | punkty | punkty | punkty | punkty | punkty | punkty | punkty | punkty |        |        |
| –                            | –                       | –                       | –                              | –                              | –                               | 7                               | –                               | –                               | –                        | –                          | 20                       | 20      | 20      | 20      | 20      | 20      | 20      | 20      | 20      | 20      | 20      | 7      | 7      | 7      | 7      | 7      | 7      | 7      | 7      | 7      | 7      | 7      |        |        |
| Sezon 2017                   |                         |                         |                                |                                |                                 |                                 |                                 |                                 |                          |                            |                          |         |         |         |         |         |         |         |         |         |         |        |        |        |        |        |        |        |        |        |        |        |        |        |
| GP Słowenii – Krško          | GP Polski – Warszawa    | GP Łotwy – Dyneburg     | GP Czech – Praga               | GP Danii – Horsens             | GP Wielkiej Brytanii – Cardiff  | GP Szwecji – Målilla            | GP Polski – Gorzów Wielkopolski | GP Niemiec – Teterow            | GP Sztokholmu – Solna    | GP Polski – Toruń          | GP Australii – Melbourne | miejsce | miejsce | miejsce | miejsce | miejsce | miejsce | miejsce | miejsce | miejsce | miejsce | punkty | punkty | punkty | punkty | punkty | punkty | punkty | punkty | punkty | punkty |        |        |        |
| –                            | –                       | –                       | –                              | –                              | –                               | –                               | 6                               | –                               | –                        | –                          | –                        | 24      | 24      | 24      | 24      | 24      | 24      | 24      | 24      | 24      | 24      | 6      | 6      | 6      | 6      | 6      | 6      | 6      | 6      | 6      | 6      |        |        |        |
| Sezon 2018                   |                         |                         |                                |                                |                                 |                                 |                                 |                                 |                          |                            |                          |         |         |         |         |         |         |         |         |         |         |        |        |        |        |        |        |        |        |        |        |        |        |        |
| GP Polski – Warszawa         | GP Czech – Praga        | GP Danii – Horsens      | GP Szwecji – Hallstavik        | GP Wielkiej Brytanii – Cardiff | GP Skandynawii – Målilla        | GP Polski – Gorzów Wielkopolski | GP Słowenii – Krško             | GP Niemiec – Teterow            | GP Polski – Toruń        | miejsce                    | miejsce                  | miejsce | miejsce | miejsce | miejsce | miejsce | miejsce | miejsce | miejsce | miejsce | miejsce | punkty | punkty | punkty | punkty | punkty | punkty | punkty | punkty | punkty | punkty | punkty | punkty |        |
| 7                            | –                       | –                       | –                              | –                              | –                               | –                               | –                               | –                               | –                        | 19                         | 19                       | 19      | 19      | 19      | 19      | 19      | 19      | 19      | 19      | 19      | 19      | 7      | 7      | 7      | 7      | 7      | 7      | 7      | 7      | 7      | 7      | 7      | 7      |        |
| Sezon 2021                   |                         |                         |                                |                                |                                 |                                 |                                 |                                 |                          |                            |                          |         |         |         |         |         |         |         |         |         |         |        |        |        |        |        |        |        |        |        |        |        |        |        |
| GP Czech – Praga             | GP Czech – Praga        | GP Polski – Wrocław     | GP Polski – Wrocław            | GP Polski – Lublin             | GP Polski – Lublin              | GP Szwecji – Målilla            | GP Rosji – Togliatti            | GP Danii – Vojens               | GP Polski – Toruń        | GP Polski – Toruń          | miejsce                  | miejsce | miejsce | miejsce | miejsce | miejsce | miejsce | miejsce | miejsce | miejsce | miejsce | punkty | punkty | punkty | punkty | punkty | punkty | punkty | punkty | punkty | punkty | punkty |        |        |
| 1                            | 4                       | 1                       | 1                              | 3                              | 4                               | 2                               | 2                               | 1                               | 6                        | 3                          | 16                       | 16      | 16      | 16      | 16      | 16      | 16      | 16      | 16      | 16      | 16      | 28     | 28     | 28     | 28     | 28     | 28     | 28     | 28     | 28     | 28     | 28     |        |        |

| Statystyki        | Statystyki |
| ----------------- | ---------- |
| Starty            | 66         |
| Zwycięstwa        | 3          |
| Miejsca na podium | 11         |
| Finalista         | 12         |
| Punkty            | 418        |

### Drużynowy Puchar Świata
| Dzień      | Rok  | Drużyna | Miejscowość         | Miejsce         | Skład | Punkty  | Biegi       | Zwycięzca |
| ---------- | ---- | ------- | ------------------- | --------------- | ----- | ------- | ----------- | --------- |
| 7 sierpnia | 2004 | Polska  | Poole               | 4.              | [ a ] | 0 (22)  | (0,0,0,-,-) | Szwecja   |
| 22 lipca   | 2006 | Polska  | Reading             | 5. (3 w barażu) | [ b ] | 0       | (0,0,-,-,-) | Dania     |
| 21 lipca   | 2007 | Polska  | Leszno              | 1.              | [ c ] | 14 (55) | (3,3,2,3,3) | —         |
| 18 lipca   | 2009 | Polska  | Leszno              | 1.              | [ d ] | 10 (44) | (3,1,1,3,2) | —         |
| 16 lipca   | 2011 | Polska  | Gorzów Wielkopolski | 1.              | [ e ] | 8 (51)  | (2,1,0,3,2) | —         |
| 20 lipca   | 2013 | Polska  | Praga               | 1.              | [ f ] | 7 (41)  | (2,2,1,d,2) | —         |
| 2 sierpnia | 2014 | Polska  | Bydgoszcz           | 2.              | [ g ] | 11 (37) | (3,2,3,1,2) | Dania     |
| 30 lipca   | 2016 | Polska  | Manchester          | 1.              | [ h ] | 8 (39)  | (1,3,2,0,2) | —         |

### Drużynowe Mistrzostwa Świata Juniorów
| Dzień          | Rok  | Drużyna | Miejscowość | Miejsce | Skład | Punkty  | Biegi       | Zwycięzca |
| -------------- | ---- | ------- | ----------- | ------- | ----- | ------- | ----------- | --------- |
| 1 października | 2005 | Polska  | Pardubice   | 1.      | [ i ] | 13 (41) | (3,2,3,2,3) | —         |

### Drużynowe Mistrzostwa Polski
| Sezon | Klub                                 | Miejsce | Średnia biegowa | Liga       | Zwycięzca ligi                   | Mistrz Polski                    |
| ----- | ------------------------------------ | ------- | --------------- | ---------- | -------------------------------- | -------------------------------- |
| 2000  | Unia Leszno                          | 7.      | NS              | Ekstraliga | Polonia Bydgoszcz                | Polonia Bydgoszcz                |
| 2001  | Unia Leszno                          | 7.      | 1,629           | Ekstraliga | Apator Adriana Toruń             | Apator Adriana Toruń             |
| 2002  | Unia Leszno                          | 2.      | 1,790           | Ekstraliga | Polonia Bydgoszcz                | Polonia Bydgoszcz                |
| 2003  | Unia Leszno                          | 6.      | 2,035           | Ekstraliga | Top Secret Włókniarz Częstochowa | Top Secret Włókniarz Częstochowa |
| 2004  | Unia Leszno                          | 5.      | 2,014           | Ekstraliga | Unia Tarnów                      | Unia Tarnów                      |
| 2005  | Unia Leszno                          | 5.      | 2,081           | Ekstraliga | Unia Tarnów                      | Unia Tarnów                      |
| 2006  | Unia Leszno                          | 5.      | 1,902           | Ekstraliga | Atlas Wrocław                    | Atlas Wrocław                    |
| 2007  | Unia Leszno                          | 1.      | 2,160           | Ekstraliga | —                                | —                                |
| 2008  | Unia Leszno                          | 2.      | 2,010           | Ekstraliga | Unibax Toruń                     | Unibax Toruń                     |
| 2009  | Unia Leszno                          | 5.      | 1,877           | Ekstraliga | Falubaz Zielona Góra             | Falubaz Zielona Góra             |
| 2010  | Tauron Azoty Tarnów                  | 5.      | 1,790           | Ekstraliga | Unia Leszno                      | Unia Leszno                      |
| 2011  | Tauron Azoty Tarnów                  | 7.      | 1,720           | Ekstraliga | Stelmet Falubaz Zielona Góra     | Stelmet Falubaz Zielona Góra     |
| 2012  | Stal Gorzów Wielkopolski             | 2.      | 1,833           | Ekstraliga | Azoty Tauron Tarnów              | Azoty Tauron Tarnów              |
| 2013  | Stal Gorzów Wielkopolski             | 5.      | 1,939           | Ekstraliga | Stelmet Falubaz Zielona Góra     | Stelmet Falubaz Zielona Góra     |
| 2014  | Stal Gorzów Wielkopolski             | 1.      | 2,310           | Ekstraliga | —                                | —                                |
| 2015  | Stal Gorzów Wielkopolski             | 6.      | 1,477           | Ekstraliga | Unia Leszno                      | Unia Leszno                      |
| 2016  | Stal Gorzów Wielkopolski             | 1.      | 2,157           | Ekstraliga | —                                | —                                |
| 2017  | Stal Gorzów Wielkopolski             | 3.      | 1,826           | Ekstraliga | Unia Leszno                      | Unia Leszno                      |
| 2018  | Stal Gorzów Wielkopolski             | 2.      | 2,215           | Ekstraliga | Unia Leszno                      | Unia Leszno                      |
| 2019  | Stal Gorzów Wielkopolski             | 7.      | 1,681           | Ekstraliga | Unia Leszno                      | Unia Leszno                      |
| 2020  | Stal Gorzów Wielkopolski             | 2.      | 1,214           | Ekstraliga | Unia Leszno                      | Unia Leszno                      |
| 2021  | ZOOLeszcz DPV Logistic GKM Grudziądz | 7.      | 1,489           | Ekstraliga | Betard Sparta Wrocław            | Betard Sparta Wrocław            |
| 2022  | ZOOLeszcz GKM Grudziądz              | 7.      | 1,662           | Ekstraliga | Motor Lublin                     | Motor Lublin                     |
| 2023  | Cellfast Wilki Krosno                | 8.      | 1,544           | Ekstraliga | Motor Lublin                     | Motor Lublin                     |
| 2024  | Energa Wybrzeże Gdańsk               | 8.      | 1,881           | I liga     | Arged Malesa Ostrów Wielkopolski | Orlen Oil Motor Lublin           |

### Drużynowe Mistrzostwa Polski - Sezon Zasadniczy Najwyższej Klasy Rozgrywkowej[13]
| Sezon | Klub                                 | Miejsce | Liga       | Średnia/bg | Średnia/mc  | Pkt      | Bonusy | Razem    | Komplety    | Biegi | Mecze |
| ----- | ------------------------------------ | ------- | ---------- | ---------- | ----------- | -------- | ------ | -------- | ----------- | ----- | ----- |
| 2001  | Unia Leszno                          | 7       | Ekstraliga | 1,438 (35) | 5,455 (36)  | 60 (39)  | 9      | 69 (39)  | 0           | 48    | 11    |
| 2002  | Unia Leszno                          |         | Ekstraliga | 1,655 (24) | 6,000 (34)  | 84 (26)  | 7      | 91 (25)  | 1 – (1 pł.) | 55    | 14    |
| 2003  | Unia Leszno                          | 6       | Ekstraliga | 1,932 (17) | 9,643 (13)  | 135 (10) | 8      | 143 (9)  | 1           | 74    | 14    |
| 2004  | Unia Leszno                          | 5       | Ekstraliga | 1,976 (17) | 7,500 (21)  | 75 (32)  | 6      | 81 (34)  | 1 – (1 pł.) | 41    | 10    |
| 2005  | Unia Leszno                          | 5       | Ekstraliga | 2,132 (12) | 11,143 (8)  | 156 (7)  | 6      | 162 (7)  | 1           | 76    | 14    |
| 2006  | Unia Leszno                          | 5       | Ekstraliga | 1,806 (22) | 6,375 (28)  | 51 (41)  | 5      | 56 (41)  | 1 – (1 pł.) | 31    | 8     |
| 2007  | Unia Leszno                          |         | Ekstraliga | 2,219 (8)  | 10,500 (12) | 147 (8)  | 15     | 162 (5)  | 2 – (2 pł.) | 73    | 14    |
| 2008  | Unia Leszno                          |         | Ekstraliga | 2,058 (10) | 9,071 (15)  | 127 (15) | 15     | 142 (13) | 0           | 69    | 14    |
| 2009  | Unia Leszno                          | 5       | Ekstraliga | 1,959 (14) | 9,429 (15)  | 132 (14) | 11     | 143 (12) | 0           | 73    | 14    |
| 2010  | Tauron Azoty Tarnów                  | 5       | Ekstraliga | 1,729 (22) | 8,286 (17)  | 116 (16) | 5      | 121 (18) | 0           | 70    | 14    |
| 2011  | Tauron Azoty Tarnów                  | 7       | Ekstraliga | 1,775 (21) | 8,143 (19)  | 114 (19) | 12     | 126 (19) | 0           | 71    | 14    |
| 2012  | Stal Gorzów                          |         | Ekstraliga | 1,845 (28) | 8,056 (26)  | 145 (22) | 10     | 155 (26) | 1 – (1 pł.) | 84    | 18    |
| 2013  | Stal Gorzów                          | 5       | Ekstraliga | 1,960 (20) | 10,111 (12) | 182 (7)  | 12     | 194 (8)  | 0           | 99    | 18    |
| 2014  | Stal Gorzów                          |         | Ekstraliga | 2,302 (4)  | 11,417 (2)  | 137 (4)  | 8      | 145 (5)  | 0           | 63    | 12    |
| 2015  | MONEYmakesMONEY.pl Stal Gorzów       | 6.      | Ekstraliga | 1,477 (33) | 6,143 (33)  | 86 (31)  | 10     | 96 (31)  | 0           | 65    | 14    |
| 2016  | Stal Gorzów                          |         | Ekstraliga | 2,157 (7)  | 9,333 (14)  | 168 (9)  | 24     | 192 (8)  | 1 – (1 pł.) | 89    | 18    |
| 2017  | Cash Broker Stal Gorzów              |         | Ekstraliga | 1,826 (23) | 7,667 (25)  | 115 (21) | 11     | 126 (22) | 0           | 69    | 15    |
| 2018  | Cash Broker Stal Gorzów              |         | Ekstraliga | 2,215 (7)  | 10,667 (7)  | 192 (4)  | 14     | 206 (4)  | 2 – (1 pł.) | 93    | 18    |
| 2019  | Truly.Work Stal Gorzów               | 7.      | Ekstraliga | 1,681 (26) | 7,643 (22)  | 107 (25) | 14     | 121 (23) | 0           | 72    | 14    |
| 2020  | Moje Bermudy Stal Gorzów             |         | Ekstraliga | 1,244 (39) | 4,636 (38)  | 51 (41)  | 5      | 56 (41)  | 0           | 45    | 11    |
| 2021  | ZOOLESZCZ DPV LOGISTIC GKM Grudziądz | 7.      | Ekstraliga | 1,489 (36) | 5,900 (34)  | 59 (40)  | 8      | 67 (39)  | 0           | 45    | 10    |
| 2022  | ZOOLESZCZ GKM Grudziądz              | 7.      | Ekstraliga | 1,662 (24) | 8,36 (21)   | 117 (23) | 11     | 128 (24) | 0           | 77    | 14    |
| 2023  | Cellfast Wilki Krosno                | 8.      | Ekstraliga | 1,544 (34) | 6,100 (32)  | 61 (42)  | 10     | 71 (41)  | 0           | 46    | 10    |

W nawiasie miejsce w danej kategorii (przy założeniu, że zawodnik odjechał minimum 50% spotkań w danym sezonie)

### Indywidualne Mistrzostwa Polski
| Dzień          | Rok  | Klub                                 | Miejscowość         | Miejsce                    | Punkty                     | Biegi                      | Zwycięzca        |
| -------------- | ---- | ------------------------------------ | ------------------- | -------------------------- | -------------------------- | -------------------------- | ---------------- |
| 15 sierpnia    | 2001 | Unia Leszno                          | Bydgoszcz           | 15. miejsce w ćwierćfinale | 15. miejsce w ćwierćfinale | 15. miejsce w ćwierćfinale | Tomasz Gollob    |
| 15 sierpnia    | 2002 | Unia Leszno                          | Toruń               | 16. miejsce w półfinale    | 16. miejsce w półfinale    | 16. miejsce w półfinale    | Tomasz Gollob    |
| 15 sierpnia    | 2003 | Unia Leszno                          | Bydgoszcz           | 12. miejsce w półfinale    | 12. miejsce w półfinale    | 12. miejsce w półfinale    | Rune Holta       |
| 15 sierpnia    | 2004 | Unia Leszno                          | Częstochowa         | NS w półfinale             | NS w półfinale             | NS w półfinale             | Grzegorz Walasek |
| 15 sierpnia    | 2005 | Unia Leszno                          | Tarnów              | 8.                         | 7                          | (1,0,3,1,2)                | Janusz Kołodziej |
| 15 sierpnia    | 2006 | Unia Leszno                          | Tarnów              | NS w półfinale             | NS w półfinale             | NS w półfinale             | Tomasz Gollob    |
| 15 sierpnia    | 2007 | Unia Leszno                          | Wrocław             | 15. miejsce w półfinale    | 15. miejsce w półfinale    | 15. miejsce w półfinale    | Rune Holta       |
| 9 sierpnia     | 2008 | Unia Leszno                          | Leszno              | 6.                         | 8                          | (3,1,1,1,2)                | Adam Skórnicki   |
| 25 lipca       | 2009 | Unia Leszno                          | Toruń               | 2.                         | 11+3                       | (1,3,3,3,1)+3              | Tomasz Gollob    |
| 18 września    | 2010 | Tauron Azoty Tarnów                  | Zielona Góra        | 2.                         | 13+2                       | (3,2,3,3,2)+2              | Janusz Kołodziej |
| 3 września     | 2011 | Tauron Azoty Tarnów                  | Leszno              | —                          | —                          | NS                         | Jarosław Hampel  |
| 15 sierpnia    | 2012 | Stal Gorzów Wielkopolski             | Zielona Góra        | 11.                        | 4                          | (1,0,2,1,d)                | Tomasz Jędrzejak |
| 6 października | 2013 | Stal Gorzów Wielkopolski             | Tarnów              | 2.                         | 9+2+2                      | (2,0,3,3,1)+2+2            | Janusz Kołodziej |
| 14 sierpnia    | 2014 | Stal Gorzów Wielkopolski             | Zielona Góra        | 1.                         | 10+2+3                     | (1,3,3,d,3)+2+3            | —                |
| 5 lipca        | 2015 | Stal Gorzów Wielkopolski             | Gorzów Wielkopolski | 6.                         | 11+0                       | (0,3,3,3,2)+0              | Maciej Janowski  |
| 7 września     | 2020 | Stal Gorzów Wielkopolski             | Leszno              | 16.                        | 3                          | (0,0,1,2,d)                | Maciej Janowski  |
| 11 lipca       | 2021 | ZOOLESZCZ DPV LOGISTIC GKM Grudziądz | Leszno              | 4.                         | 10+2+0                     | (1,1,2,3,3)+2+0            | Bartosz Zmarzlik |

### Indywidualne Mistrzostwa Świata Juniorów
| Dzień       | Rok  | Klub        | Miejscowość     | Miejsce | Punkty | Biegi         | Zwycięzca        |
| ----------- | ---- | ----------- | --------------- | ------- | ------ | ------------- | ---------------- |
| 26 sierpnia | 2001 | Unia Leszno | Peterborough    | 14.     | 4      | (3,d,0,1,d)   | Dawid Kujawa     |
| 7 września  | 2002 | Unia Leszno | Slaný           | 2.      | 14+2   | (3,3,2,3,3)+2 | Lukáš Dryml      |
| 13 września | 2003 | Unia Leszno | Kumla           | —       | —      | NS            | Jarosław Hampel  |
| 11 września | 2004 | Unia Leszno | Wrocław         | 9.      | 8      | (1,1,2,3,1)   | Robert Miśkowiak |
| 17 września | 2005 | Unia Leszno | Wiener Neustadt | 1.      | 8      | (3,3,2)       | —                |

### Indywidualne Mistrzostwa Europy Juniorów
| Dzień          | Rok  | Klub        | Miejscowość | Miejsce | Punkty | Biegi       | Zwycięzca      |
| -------------- | ---- | ----------- | ----------- | ------- | ------ | ----------- | -------------- |
| 6 października | 2001 | Unia Leszno | Pardubice   | 10.     | 6      | (0,0,2,3,1) | Łukasz Romanek |
| 25 sierpnia    | 2002 | Unia Leszno | Dyneburg    | 5.      | 9      | (0,2,3,2,2) | Matej Žagar    |

### Mistrzostwa Polski Par Klubowych
| Sezon | Dzień           | Miejscowość         | Miejsce | Punkty | Biegi           | Zawodnicy w Parze                      | Klub                                        | Zwycięzca                     |
| ----- | --------------- | ------------------- | ------- | ------ | --------------- | -------------------------------------- | ------------------------------------------- | ----------------------------- |
| 2003  | 1 sierpnia      | Leszno              | 1.      | 14     | (1,3,2,2,3,3)   | Rafał Dobrucki, Damian Baliński        | Unia Leszno                                 | —                             |
| 2005  | 18 września     | Wrocław             | 7.      | 5      | (1,t,1,3,d,-)   | Łukasz Jankowski, Norbert Kościuch     | Unia Leszno                                 | Marma Polskie Folie Rzeszów   |
| 2006  | 1 września      | Bydgoszcz           | 6.      | 4      | (1,w,0,-,-,3)   | Rafał Dobrucki, Damian Baliński        | Unia Leszno                                 | Złomrex Włókniarz Częstochowa |
| 2007  | 3 sierpnia      | Częstochowa         | 3.      | 12+2   | (1,0,3,3,2,3)+2 | Damian Baliński, Adam Kajoch           | Unia Leszno                                 | Unia Tarnów                   |
| 2008  | 5 września      | Toruń               | 2.      | 14+3   | (1,2,3,3,3,2)+3 | Robert Kasprzak, Damian Baliński       | Unia Leszno                                 | Unibax Toruń                  |
| 2010  | 3 czerwca       | Toruń               | 5.      | 12     | (1,2,1,3,3,2)   | Sebastian Ułamek, Szymon Kiełbasa      | Tauron Azoty Tarnów                         | Unibax Toruń                  |
| 2011  | 22 czerwca      | Zielona Góra        | 4.      | 9      | (3,0,3,1,2,0)   | Sebastian Ułamek                       | Tauron Azoty Tarnów                         | Betard Sparta Wrocław         |
| 2013  | 30 sierpnia     | Gorzów Wielkopolski | 2.      | 14     | (2,3,3,3,2,1)   | Bartosz Zmarzlik, Adrian Cyfer         | Stal Gorzów Wielkopolski                    | Unia Tarnów                   |
| 2014  | 19 października | Gorzów Wielkopolski | 1.      | 14     | (3,2,2,3,2,2)   | Bartosz Zmarzlik, Adrian Cyfer         | Stal Gorzów Wielkopolski                    | —                             |
| 2015  | 12 lipca        | Leszno              | 2.      | 7      | (2,3,2,0)       | Bartosz Zmarzlik, Adrian Cyfer         | MONEYmakesMONEY.pl Stal Gorzów Wielkopolski | FOGO Unia Leszno              |
| 2017  | 23 lipca        | Ostrów Wielkopolski | 1.      | 10     | (1,2,1,2,2,2)   | Bartosz Zmarzlik, Alan Szczotka        | Cash Broker Stal Gorzów Wielkopolski        | —                             |
| 2018  | 3 maja          | Ostrów Wielkopolski | 5.      | 7      | (1,w,3,w,2,1)   | Szymon Woźniak                         | Moje Bermudy Stal Gorzów Wielkopolski       | Betard Sparta Wrocław         |
| 2021  | 3 września      | Grudziądz           | 1.      | 11     | (3,2,0,2,2,2)   | Przemysław Pawlicki, Norbert Krakowiak | ZOOLESZCZ DPV LOGISTIC GKM Grudziądz        | —                             |
| 2022  | 3 kwietnia      | Poznań              | 3.      | 5      | (0,d,1,1,3)     | Przemysław Pawlicki, Nicki Pedersen    | ZOOLESZCZ GKM Grudziądz                     | Motor Lublin                  |
| 2023  | 2 kwietnia      | Rzeszów             | 6.      | 3      | (0,2,1,d,–,–)   | Jason Doyle, Mateusz Świdnicki         | Cellfast Wilki Krosno                       | Platinum Motor Lublin         |

### Indywidualne międzynarodowe mistrzostwa Ekstraligi
| Dzień       | Rok  | Klub                     | Miejscowość | Miejsce | Punkty | Biegi           | Zwycięzca          |
| ----------- | ---- | ------------------------ | ----------- | ------- | ------ | --------------- | ------------------ |
| 22 sierpnia | 2014 | Stal Gorzów Wielkopolski | Tarnów      | 4.      | 12+3+d | (3,3,3,3,0)+3+d | Emil Sajfutdinow   |
| 28 sierpnia | 2016 | Stal Gorzów Wielkopolski | Gdańsk      | 13.     | 5      | (1,0,2,1,1)     | Krystian Pieszczek |
| 5 sierpnia  | 2018 | Stal Gorzów Wielkopolski | Gdańsk      | 13.     | 5      | (1,0,3,d,1)     | Patryk Dudek       |

### Młodzieżowe Indywidualne Mistrzostwa Polski
| Dzień          | Rok  | Klub        | Miejscowość | Miejsce                 | Punkty                  | Biegi                   | Zwycięzca         |
| -------------- | ---- | ----------- | ----------- | ----------------------- | ----------------------- | ----------------------- | ----------------- |
| 30 września    | 2001 | Unia Leszno | Częstochowa | 13. miejsce w półfinale | 13. miejsce w półfinale | 13. miejsce w półfinale | Jarosław Hampel   |
| 9 czerwca      | 2002 | Unia Leszno | Leszno      | 7.                      | 9                       | (3,1,3,0,2)             | Artur Bogińczuk   |
| 10 lipca       | 2003 | Unia Leszno | Rybnik      | 6.                      | 10                      | (0,1,3,3,3)             | Łukasz Romanek    |
| 8 lipca        | 2004 | Unia Leszno | Piła        | 2.                      | 12+3                    | (2,2,3,3,2)+3           | Janusz Kołodziej  |
| 2 października | 2005 | Unia Leszno | Toruń       | 10.                     | 6                       | (3,3,w,-,-)             | Adrian Miedziński |

### Złoty Kask
| Dzień            | Rok  | Klub                     | Miejscowość         | Miejsce | Punkty | Biegi         | Zwycięzca           |
| ---------------- | ---- | ------------------------ | ------------------- | ------- | ------ | ------------- | ------------------- |
| 12 października  | 2002 | Unia Leszno              | Bydgoszcz           | R1      | —      | NS            | Tomasz Gollob       |
| 9 października   | 2004 | Unia Leszno              | Bydgoszcz           | 8.      | 8      | (0,1,3,2,2)   | Wiesław Jaguś       |
| 6 czerwca        | 2007 | Unia Leszno              | Bydgoszcz           | 3.      | 9      | (3,2,2,2)     | Grzegorz Walasek    |
| 30 kwietnia 2010 | 2009 | Tauron Azoty Tarnów      | Zielona Góra        | 3.      | 11     | (3,2,2,2,2)   | Janusz Kołodziej    |
| 16 września      | 2010 | Tauron Azoty Tarnów      | Częstochowa         | 5.      | 10+3   | (3,0,2,2,3)   | Janusz Kołodziej    |
| 24 kwietnia      | 2011 | Tauron Azoty Tarnów      | Toruń               | 10.     | 7      | (1,2,2,2,0)   | Adrian Miedziński   |
| 5 maja           | 2012 | Stal Gorzów Wielkopolski | Gorzów Wielkopolski | 4.      | 11+2   | (3,3,1,2,2)+2 | Piotr Pawlicki      |
| 25 kwietnia      | 2013 | Stal Gorzów Wielkopolski | Rawicz              | 6.      | 9      | (3,w,2,2,2)   | Maciej Janowski     |
| 25 kwietnia      | 2016 | Stal Gorzów Wielkopolski | Tarnów              | 4.      | 7      | (2,2,3)       | Patryk Dudek        |
| 20 kwietnia      | 2017 | Stal Gorzów Wielkopolski | Zielona Góra        | 12.     | 7      | (2,3,0,0,2)   | Przemysław Pawlicki |
| 19 kwietnia      | 2018 | Stal Gorzów Wielkopolski | Piła                | 9.      | 7      | (1,1,2,t,3)   | Jarosław Hampel     |
| 11 października  | 2019 | Stal Gorzów Wielkopolski | Gdańsk              | 1.      | 15     | (3,3,3,3,3)   | -                   |
| 27 lipca         | 2020 | Stal Gorzów Wielkopolski | Bydgoszcz           | 3.      | 12+2   | (3,2,3,2,2)   | Bartosz Zmarzlik    |
| 18 kwietnia      | 2022 | ZOOLESZCZ GKM Grudziądz  | Opole               | 18.     | 0      | (t,w,d)       | Bartosz Zmarzlik    |

### Srebrny Kask
| Dzień       | Rok  | Klub        | Miejscowość  | Miejsce | Punkty | Biegi         | Zwycięzca         |
| ----------- | ---- | ----------- | ------------ | ------- | ------ | ------------- | ----------------- |
| 24 lipca    | 2001 | Unia Leszno | Zielona Góra | 8.      | 9      | (2,1,1,3,2)   | Rafał Okoniewski  |
| 29 sierpnia | 2002 | Unia Leszno | Rybnik       | 1.      | 14     | (3,2,3,3,3)   | —                 |
| 5 września  | 2003 | Unia Leszno | Bydgoszcz    | —       | —      | NS            | Robert Miśkowiak  |
| 3 września  | 2004 | Unia Leszno | Zielona Góra | 4.      | 11     | (1,2,3,3,2)   | Adrian Miedziński |
| 14 lipca    | 2005 | Unia Leszno | Tarnów       | 4.      | 11+2   | (3,3,2,1,2)+2 | Janusz Kołodziej  |

### Brązowy Kask
| Dzień      | Rok  | Klub        | Miejscowość         | Miejsce | Punkty | Biegi         | Zwycięzca         |
| ---------- | ---- | ----------- | ------------------- | ------- | ------ | ------------- | ----------------- |
| 6 września | 2001 | Unia Leszno | Ostrów Wielkopolski | 5.      | 11     | (3,1,2,2,3)   | Rafał Szombierski |
| 4 sierpnia | 2002 | Unia Leszno | Tarnów              | 3.      | 10+3   | (3,2,1,3,1)+3 | Robert Umiński    |
| 25 lipca   | 2003 | Unia Leszno | Toruń               | 2.      | 14     | (3,2,3,3,3)   | Janusz Kołodziej  |